# Forze di polizia in Germania

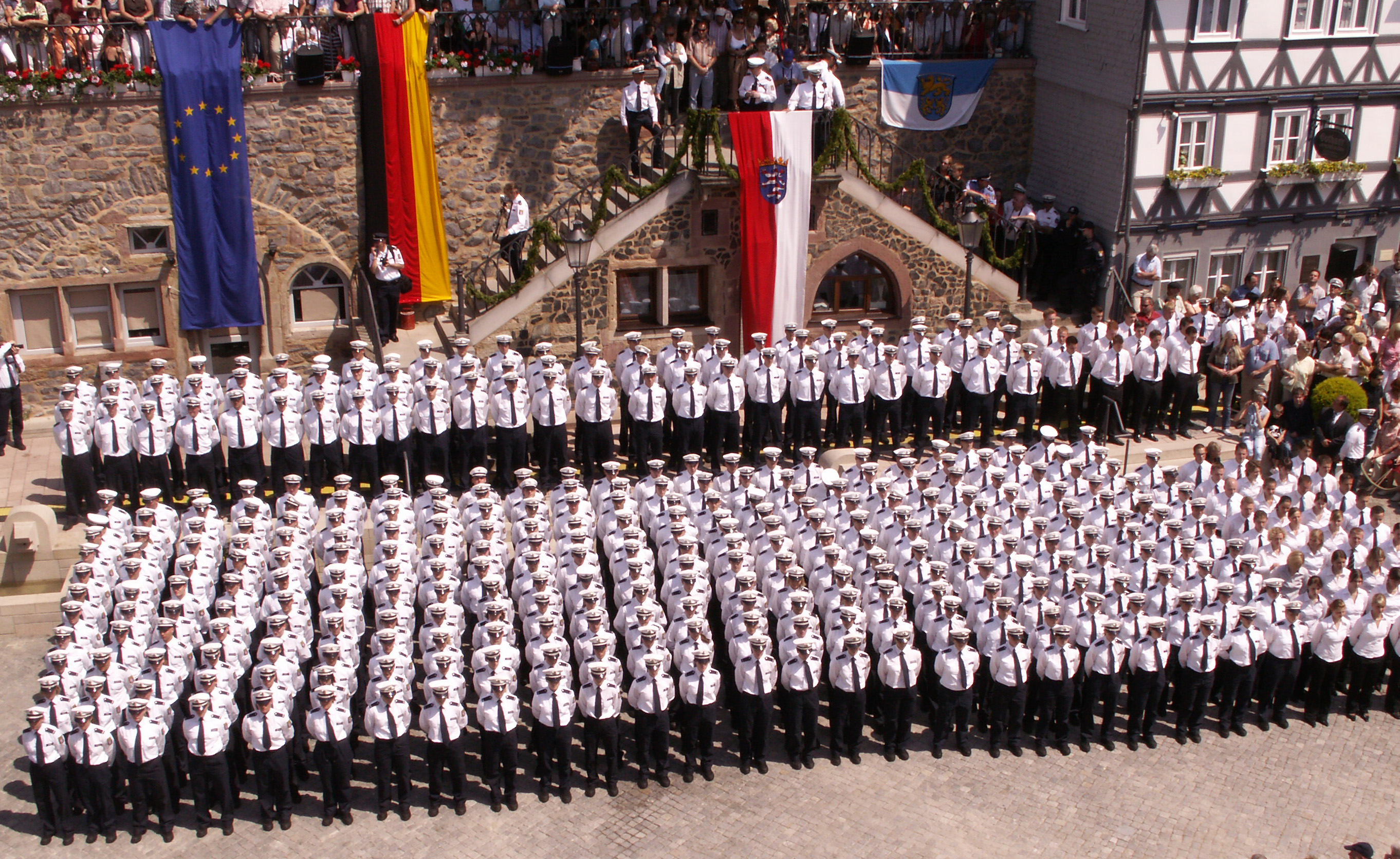
Ufficiali di polizia

Le forze di polizia in Germania sono suddivise in due livelli: federale che comprende la Bundespolizei, Bundeskriminalamt e la polizia del Bundestag; locale con le polizie sotto la responsabilità dei Länder come le Landespolizei e il Landeskriminalamt.

## Storia
La polizia è sempre stata prerogativa degli Stati tedeschi fin da prima dell'unificazione della Germania nel 1871. Dopo la prima guerra mondiale, con la Repubblica di Weimar si profilò la possibilità di creare un corpo di polizia unificato, anche se solo nell'era nazista fu creata una polizia segreta nazionale, la Gestapo: le singole forze di polizia statali furono in quel periodo riunificate sotto un comando centrale. La polizia diventò uno strumento del Partito Nazionalsocialista Tedesco dei Lavoratori finché, nel 1945, la Germania nazista fu sconfitta alla fine della seconda guerra mondiale. Le potenze vincitrici divisero in due la Germania: le tre zone occidentali, sotto il controllo anglo-americano, formarono la Repubblica Federale Tedesca (Germania Ovest), a economia liberista e politicamente appartenente al blocco occidentale mentre la zona orientale formò la Repubblica Democratica Tedesca, a economia pianificata e facente parte dal Patto di Varsavia. Ciascuno Stato si regolò in modo diverso riguardo al percorso da seguire nell'applicazione della legge.
Alla luce degli abusi di potere compiuti dalla Germania nazista, la nuova Costituzione della Germania Ovest determinò una stretta separazione dei poteri, assegnando la responsabilità di far rispettare la legge nelle mani degli Stati. L'unica forma di polizia a livello federale consentita fu la polizia di frontiera (Bundesgrenzschutz che includeva la guardia costiera), il Bundeskriminalamt (BKA) e la polizia del parlamento.
La Germania Est, invece, creò una nuova forza di polizia centralizzata al servizio del Ministero degli Interni, la Volkspolizei, a organizzazione paramilitare. Fu anche organizzata una polizia di frontiera, inizialmente come forza autonoma, quindi fu integrata nell'esercito e infine fu nuovamente ricostituita come organizzazione militare autonoma.

## Agenzie federali nella Germania Ovest e nella Germania riunificata

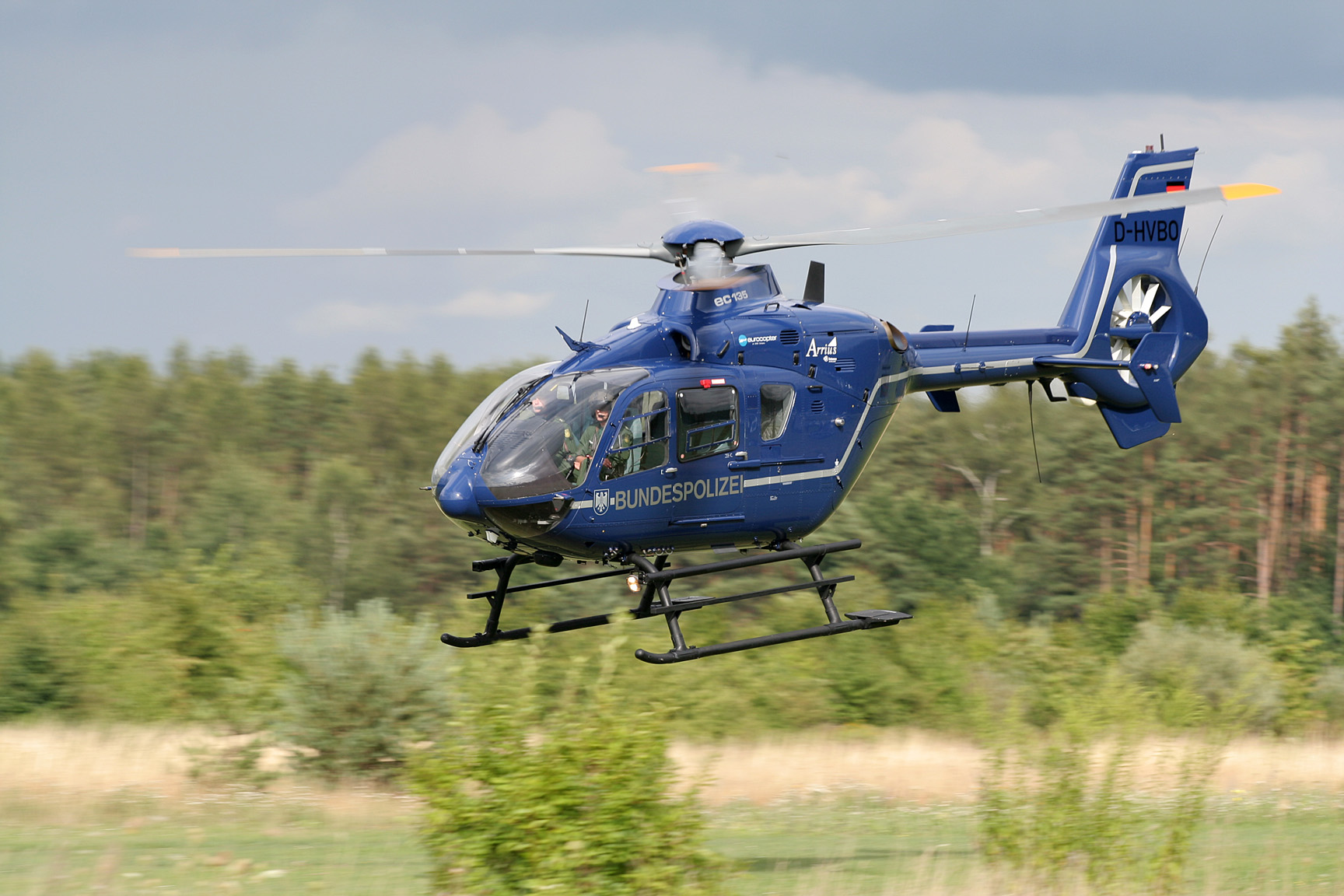
Elicottero della Bundespolizei

Delle tre forze di polizia federale della Germania Ovest, quella di gran lunga più consistente era la polizia di frontiera, il Bundesgrenzschutz, creato nel 1951 nel pieno delle tensioni fra est e ovest. Alla Germania non era ancora stato permesso di riarmarsi, così il Bundesgrenzschuts fu inizialmente creato come una specie di "guardia repubblicana", con 10 000 uomini al suo servizio.
Il suo scopo principale era il controllo dei confini, incluso il "confine tedesco interno" (la frontiera fra la Germania Ovest e quella Est, cioè fra i due blocchi dell'era della guerra fredda).
L'incremento del crimine internazionale e del terrorismo ha ripetutamente portato a discussioni e considerazioni sulla necessità di una polizia federale, anche se i Länder sono ancora molto cauti riguardo a questo tipo di aspirazioni da parte del governo federale. Nel corso degli anni, gli Stati hanno concesso di aumentare i poteri e le responsabilità della polizia di frontiera, come ad esempio la sicurezza degli aeroporti, delle istituzioni federali e delle ambasciate. Inoltre, sono state create varie unità altamente addestrate per la gestione delle crisi. La più famosa di esse è il GSG 9 che fu creato per risolvere casi come il rapimento con ostaggi, gli omicidi e il crimine organizzato. A dispetto di questa espansione dei poteri, l'attività investigativa può essere condotta solo all'interno della sua giurisdizione.
Con la privatizzazione delle ferrovie tedesche la Bahnpolizei (polizia delle ferrovie) è stata integrata nella polizia di frontiera nel 1992. Nel 2005, la polizia di frontiera è stata rinominata Bundespolizei, con un organico di circa 40 000 uomini.
La Bundespolizei partecipa alle missioni di pace delle Nazioni Unite e supporta le attività di raccolta di dati di intelligence.
La Bundespolizei coopera con diverse altre agenzie federali associate con l'amministrazione marittima formando la Guardia Costiera federale tedesca, nota come Küstenwache.

### Ufficio federale della polizia criminale

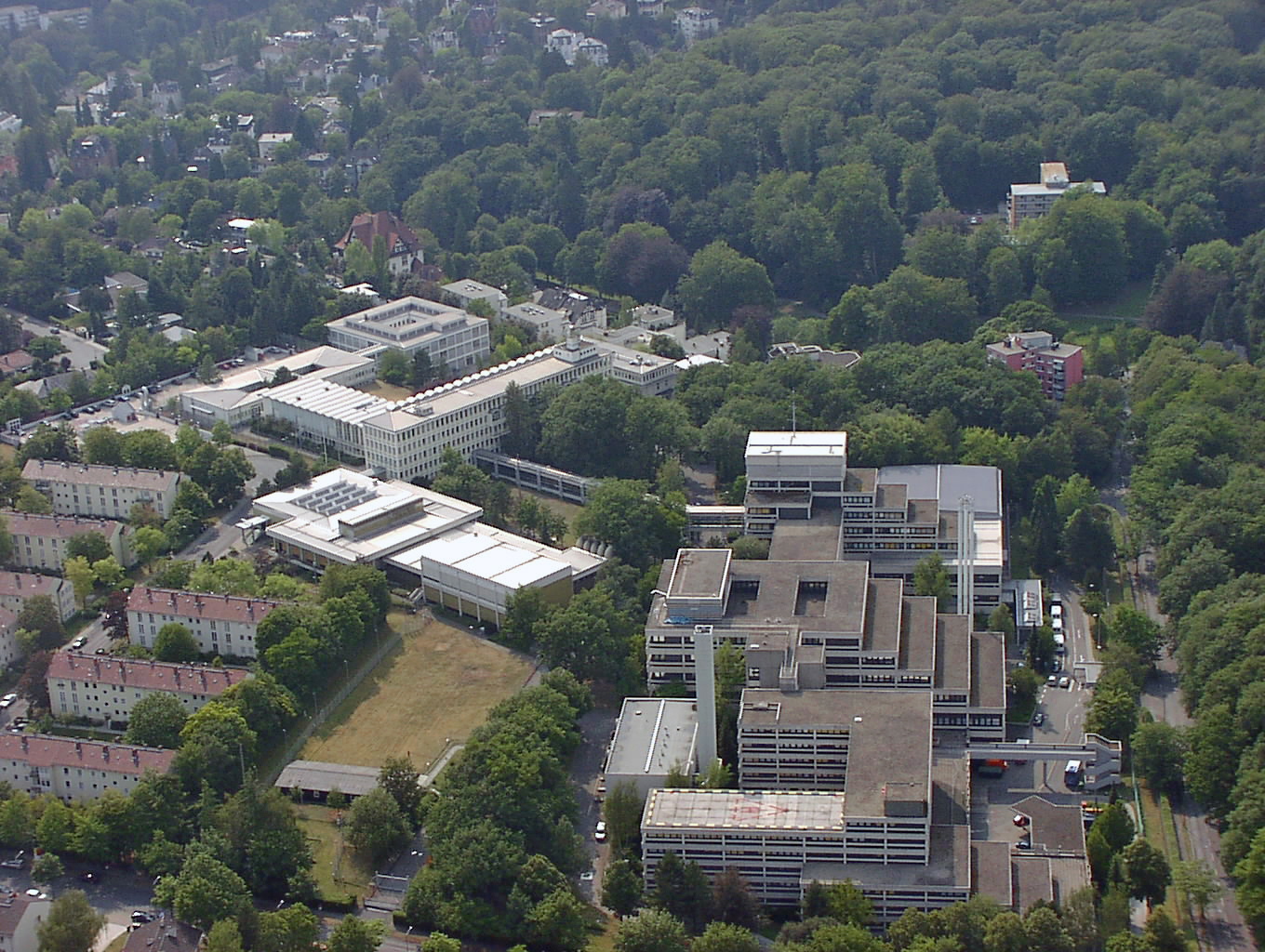
La sede della BKA a Wiesbaden

La seconda agenzia federale, di uguale importanza alla Bundespolizei, è il Bundeskriminalamt (BKA), l'ufficio federale della polizia criminale, anch'esso al servizio del Ministero degli Interni. L'obiettivo della BKA è di coordinare l'applicazione della legge e di cooperare strettamente con le agenzie di polizia criminale degli Stati (Landeskriminalamt, LKA), oltre a condurre indagini in alcune aree di crimini importanti che coinvolgono altri Paesi. La BKA è inoltre responsabile della protezione delle istituzioni federali come le sedi delle due camere, del presidente federale e del governo e della Corte Costituzionale Federale. Oltre a ciò, la BKA rappresenta la Germania nell'ambito dell'Interpol. Il quartier generale della BKA si trova a Wiesbaden con delle sedi distaccate a Meckenheim (vicino a Bonn) e a Berlino. Il suo organico a tempo pieno e part-time è di circa 5 200 uomini.

### Polizia del Parlamento
La Polizei beim Deutschen Bundestag (Polizei DBT, comunemente nota come Bundestagspolizei) è la più piccola e la meno conosciuta fra le forze di polizia federale. È responsabile della protezione del Bundestag a Berlino.

## Agenzie statali

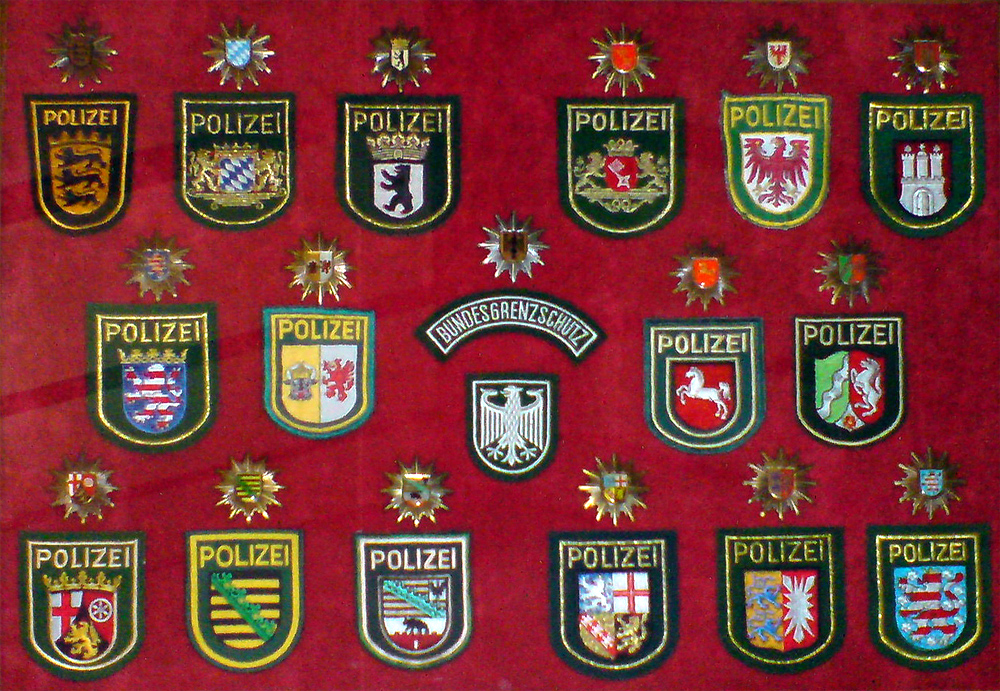
Stemmi delle Landespolizei quelli in stoffa ancora nella precedente versione a fondo verde

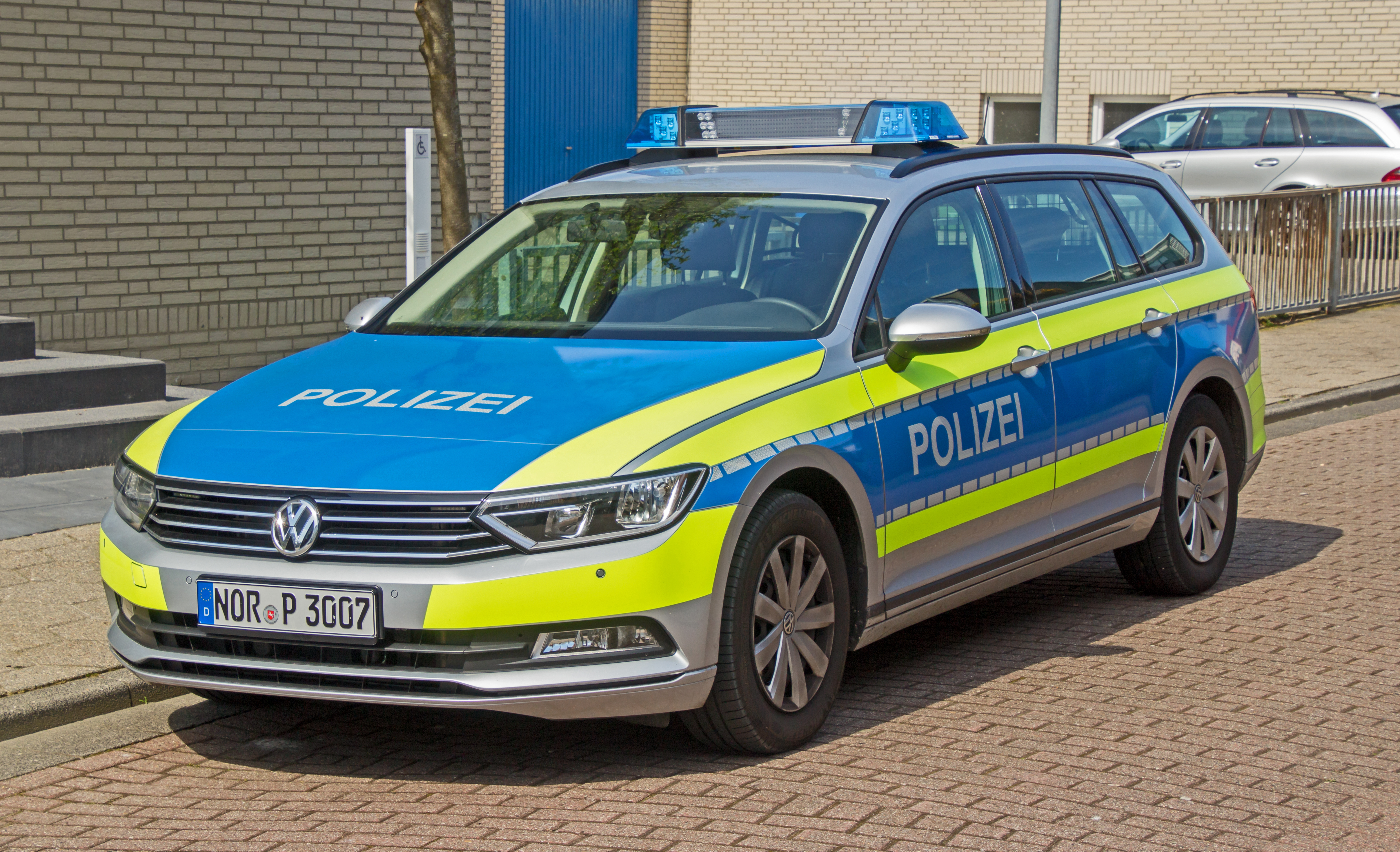
Volkswagen Passat della Landespolizei in Bassa Sassonia. Si noti la livrea blu-argento, che recentemente ha sostituito quella tradizionale bianco-verde, giacché volta a concordarsi con l'unificazione dei colori delle forze di polizia a livello europeo.

Gli Stati federati della Germania sono responsabili della gestione della maggior parte delle forze di polizia tedesche.
Ciascun Land ha infatti una sua propria forza di polizia nota come Landespolizei (Polizia statale). Ogni stato ha un codice che determina l'organizzazione e i compiti della propria forza di polizia (Landespolizeigesetz o Sicherheits- und Ordnungsgesetz). L'idea di creare un singolo codice di polizia operante in tutta la federazione tedesca (Allgemeines Polizeigesetz) si presentò negli anni sessanta ma non fu mai approvata.
Anche se in generale le uniformi e le livree dei veicoli sono simili in tutta la Germania, le forze di polizia sono strutturate in modo più o meno differente in ciascuno Stato. Per esempio, la Kriminalpolizei (branca investigativa, spesso abbreviata in Kripo) talvolta è parte integrante della Landespolizei, mentre altre volte è una organizzazione a sé stante.
L'idea di usare lo stesso colore per le uniformi e i veicoli di tutte le forze di polizia nell'intera Unione europea ha portato, in Germania, al progressivo cambiamento delle livree delle vetture dall'iniziale bianco e verde a quello definitivo argento e blu. Anche le divise dei poliziotti hanno mutato tinta: dalla versione giubba verde e pantaloni beige introdotta nel 1979 si è passati al blu completo. Amburgo è stato il primo Stato a completare la transizione. Nella maggior parte degli Stati, sia le automobili sia gli elicotteri di nuova acquisizione vengono consegnati direttamente colorati con le nuove livree.

## Ronde di quartiere
Molti Stati tedeschi hanno introdotto programmi per delle ronde di quartiere.
La Baviera per incrementare la sicurezza ha istituito un sistema di pattuglie formato da cittadini (Sicherheitswacht) nel quale squadre, ognuna composta da due volontari disarmati, pattugliano le aree loro assegnate. Queste squadre, contrassegnate da una fascia bianca con delle lettere nere applicata al braccio e che li identifica come pattuglie di ronda di quartiere, sono dotate di una radio per richiedere se necessario assistenza alle forze di polizia regolari.
I cittadini in Baden-Württemberg possono partecipare nel programma della Polizia Volontaria, formato da circa 1 200 cittadini che volontariamente assistono la polizia locale in venti città. Questi volontari sono addestrati in modo particolare, vestono apposite uniformi e sono armati. Il loro compito principale è la prevenzione del crimine: essi fanno ronde a piedi per contrastare il crimine sulla strada, conducono turni di pattuglia attorno alle scuole e agli asili e mantengono il contatto con le potenziali vittime del crimine giovanile.
Un progetto simile è presente in Assia, dove dei volontari possono coadiuvare le forze di polizia locali. Essi seguono un corso di cinquanta ore alla fine del quale ricevono un'uniforme blu, spray al peperoncino e un cellulare.
È possibile anche arruolarsi nella Wachpolizei che ha meno competenze (e una remunerazione inferiore) rispetto alla polizia regolare per svolgere compiti più elementari come il controllo del traffico oppure i servizi di guardia, permettendo così ai poliziotti ordinari di adempiere meglio il loro lavoro in altre aree operative più specialistiche (investigazione, prevenzione, ecc.).

## Equipaggiamento

### Veicoli

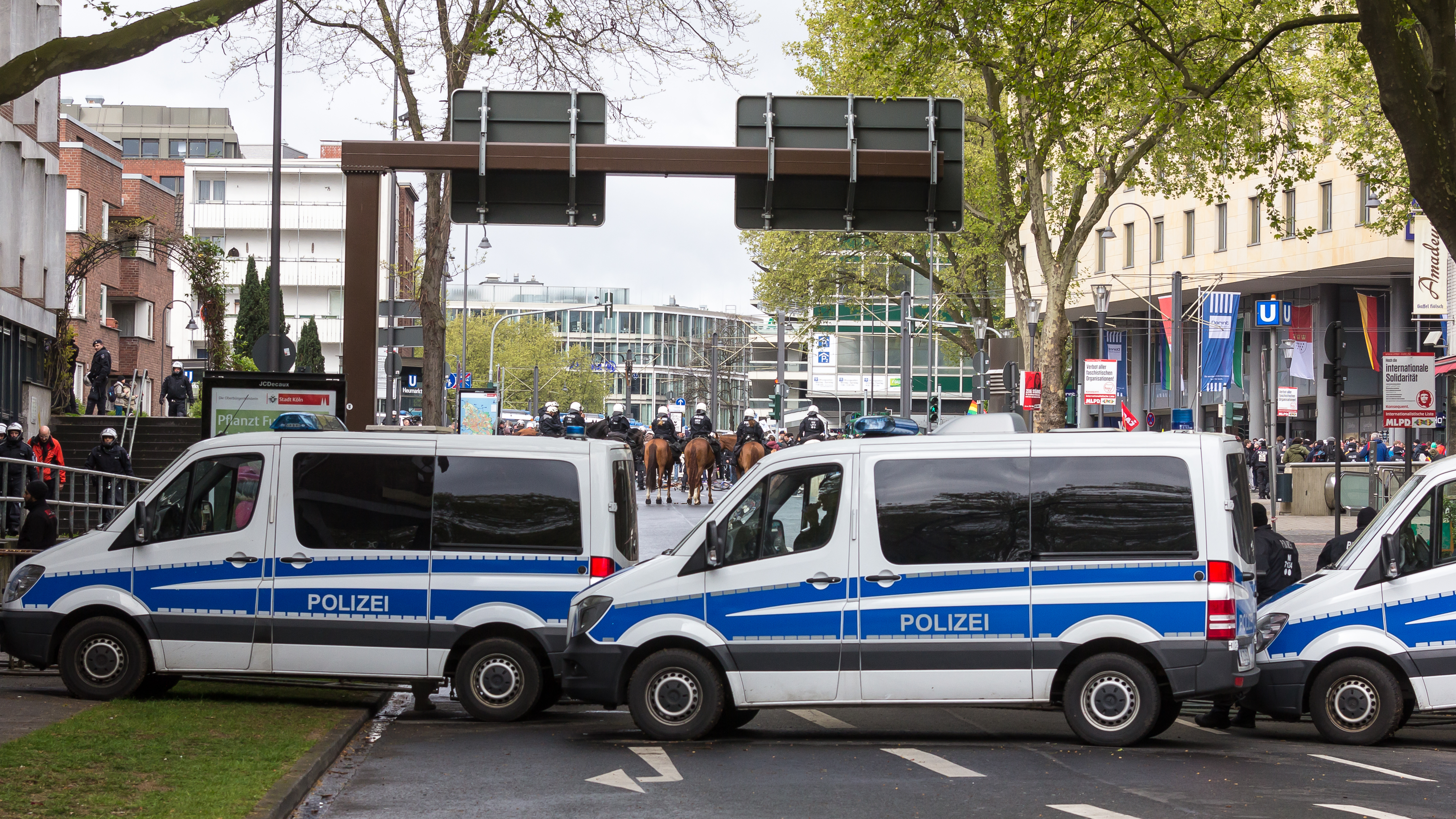
Furgoni Mercedes-Benz W447 della polizia a Colonia

La polizia tedesca usa tipicamente automobili di provenienza tedesca. Mercedes-Benz, Volkswagen, Audi, Opel, e BMW sono comunemente usate come auto di pattuglia (Streifenwagen). Gli Stati in genere preferivano adottare veicoli costruiti nel proprio territorio, o comunque vicino a esso.
Prima della riforma della polizia alla metà degli anni settanta, la Germania contava molte polizie cittadine e ognuna di esse adottava una differente livrea per le rispettive automobili, sebbene i colori più frequenti fossero blu scuro, verde scuro e bianco. Tuttavia, i colori scuri venivano percepiti svantaggiosi in quanto con essi si verificavano molti incidenti durante degli inseguimenti ad alta velocità, particolarmente di notte.
Fu quindi deciso di standardizzare le livree delle auto della polizia, per farle apparire poco minacciose ma molto visibili di notte. Nel corso degli anni settanta fu quindi adottata la livrea bianca e verde. Recentemente, la polizia ha cambiato il colore bianco con l'argentato, in quanto le macchine con questa tinta, una volta concluso il loro servizio in polizia, risultano più facili da vendere al pubblico di quelle bianche. La maggior parte degli Stati ha comunque completato la transizione da bianco-verde ad argento-blu chiaro, anche se in giro possono essere ancora notate auto con la vecchia colorazione.

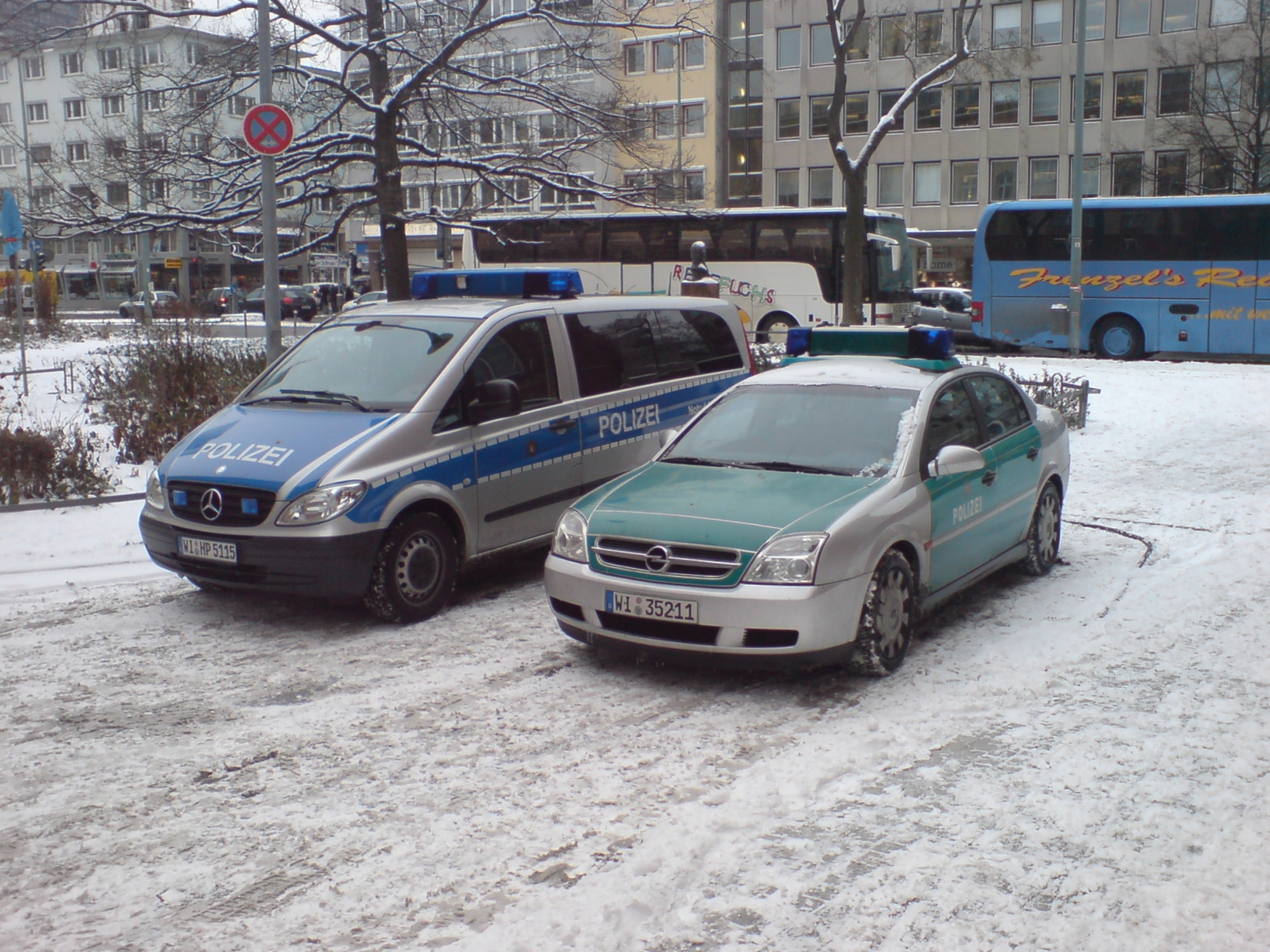
Automobili della polizia in Assia. Si noti nel confronto, la singolare differenza fra le due nuove livree di queste auto di servizio: quella blu-argento a sinistra e quella verde-bianco a destra.

Ultimamente, le forze di polizia tedesche tendono ad affittare (leasing) le loro auto dal produttore invece di acquistarle. Il periodo di affitto dura in genere tre anni. L'azienda produttrice invece di verniciarle, evidenzia le nuove auto di pattuglia con delle lamine adesive di plastica "Klebefolie" (sono delle strisce riflettenti applicate attorno alla carrozzeria) rendendo, in tal caso, assai semplice rivendere l'auto alla fine del suo contratto di affitto: infatti si provvede, semplicemente, a rimuovere le predette lamine adesive e le auto vengono rimesse in commercio al pubblico come normali auto a vernice metallizzata.

### Uniformi
Nel 1976 la Germania introdusse per i suoi poliziotti le divise di colore verde o cachi, ideate da Heinz Oestergaard. Tuttavia, visto che la maggior parte dei Paesi europei utilizza uniformi blu o nere per le loro forze di polizia, la maggioranza degli Stati tedeschi e le connesse polizie federali stanno introducendo nuove uniformi blu. La transizione dal modello verde-beige a quello blu è avvenuta in tutta la Germania con il Land di Baviera che ha completato l'operazione nella primavera del 2018. Ne consegue che assieme alle uniformi, anche il resto dell'equipaggiamento che una volta adottava il colore verde sta passando alla nuova colorazione blu.